# ドルアーガの塔 (ボードゲーム)
『ザ・タワーオブドルアーガ』は、1984年7月にナムコ（後のバンダイナムコゲームス）より発表された『ドルアーガの塔』を原作としたボードゲームである。発売日は1985年。

## 概要
本作はNO.1とNO.2とで別売りで販売されているが、NO.1とNO.2とで繋げてプレイすることも可能である。
商品名は「The Tower of Druaga」ではなく「ザ・タワーオブドルアーガ」と、カタカナ表示になっている。
また、ステージは全6ステージで、ゲーム内のモンスターやトレジャーボックスはカードのみだが、主人公のギル（ギルガメス）はフィギュアもある。

## ルール
プレイヤーの数は1～3人であり、一人三回「アウト」になると失格となる。
一番の勝者は「とびら」までたどり着いた後、カギカードを取った方が勝ちとなる。（ほかの人は点数の多い居順に2番・3番となる。）

## ギルのステータス
ゲームを始める前に、プレイヤーキャラクター「ギル」のステータスを決定させなければならない。
攻撃力
サイコロ2つを振り、合計値 ÷ 2 + 6 が攻撃力となる。
移動力
16 － 攻撃力 ＝ 移動力 となる。
体力
14でスタートとなる。